# Rhynchostegium jovet-astiae
Rhynchostegium jovet-astiae là một loài rêu trong họ Brachytheciaceae. Loài này được Bizot mô tả khoa học đầu tiên năm 1973.